# Michael Brandt
Michael Brandt né le 1er octobre 1968 à Madison (Wisconsin, États-Unis) est un scénariste, réalisateur et producteur américain.

## Biographie
Michael Brandt est né à Madison dans le Wisconsin, mais il a grandi à Overland Park dans le Kansas dans la métropole de Kansas City. Il a fait ses études à la Baylor University à Waco au Texas. Brandt rencontre Derek Haas et commence sa carrière aux côtés de Robert Rodriguez en travaillant sur le film The Faculty. Brandt écrira le scénario du deuxième film de la sèrie Fast And Furious, 2 Fast 2 Furious. Il écrira d'autres scénario de films connus comme 3h10 Pour Yuma de James Mangold avec Russell Crewe et Christian Bale. En 2011, il écrit et réalise son premier film, un film d'espionnage nommé Secret Identity avec Richard Gere et Topher Grace, mais le film est un échec commercial.

## Filmographie

### Télévision
| Années      | Titre           | Création / Développement | Scénariste | Producteur |
| ----------- | --------------- | ------------------------ | ---------- | ---------- |
| depuis 2012 | Chicago Fire    | ✔️                       | ✔️         | ✔️         |
| depuis 2014 | Chicago P.D.    | ✔️                       | ✔️         | ✔️         |
| depuis 2015 | Chicago Med     | ✔️                       |            | ✔️         |
| 2017        | Chicago Justice | ✔️                       |            | ✔️         |

### Réalisateur

#### Cinéma
- 2011 : Secret Identity

### Monteur

#### Cinéma
- 1996 : The Searcher
- 1997 : Real Stories of the Donut Men

#### Courts-métrages
- 1998 : Conversations in Limbo

### Producteur

#### Cinéma
- 2017 : Overdrive d'Antonio Negret

### Directeur de production

#### Cinéma
- 1997 : Full Tilt Boogie (en)

### Scénariste

#### Cinéma
- 2001 : Invincible de Jeffrey Levy
- 2003 : 2 Fast 2 Furious de  John Singleton
- 2004 : Les petits braqueurs de Bart Freundlich
- 2007 : 3h10 pour Yuma de  James Mangold
- 2008 : Wanted : Choisis ton destin de Timour Bekmambetov
- 2011 : Secret Identity
- 2017 : Overdrive d'Antonio Negret
- 2024 : Arthur the King de Simon Cellan Jones (en)

Téléfilms
- 2001 : Invincibles